# 2022 PDC Players Championship 2
De 2022 PDC Player Championship 2 was de tweede van de dertig Players Championships van de PDC Pro Tour 2022. Dit darttoernooi werd gehouden op 6 februari 2022 in Barnsley. Het toernooi werd gewonnen door Peter Wright. Ian White gooide een 9-darter op dit toernooi.

## Prijzengeld
Het prijzengeld wordt meegerekend op de PDC Order of Merit.
| Plaats        | Prijzengeld |
| ------------- | ----------- |
| Winnaar       | £ 012.000   |
| Runner-up     | £ 008.000   |
| Halvefinalist | £ 004.000   |
| Kwartfinalist | £ 003.000   |
| Laatste 16    | £ 002.000   |
| Laatste 32    | £ 001.250   |
| Laatste 64    | £ 000.750   |
| Totaal        | £ 100.000   |

## Deelnemers
De top 32 van de PDC Pro Tour Order of Merit zag er voorafgaand aan het toernooi als volgt uit:
1. Gerwyn Price
2. José de Sousa
3. Peter Wright
4. Michael Smith
5. Jonny Clayton
6. Joe Cullen
7. Ryan Searle
8. Michael van Gerwen
9. Brendan Dolan
10. Luke Humphries
11. Rob Cross
12. Dirk van Duijvenbode
13. Dimitri Van den Bergh
14. Krzysztof Ratajski
15. Damon Heta
16. Callan Rydz
17. James Wade
18. Ross Smith
19. Gabriel Clemens
20. Chris Dobey
21. Stephen Bunting
22. Dave Chisnall
23. Daryl Gurney
24. Martin Schindler
25. Raymond van Barneveld
26. Vincent van der Voort
27. Mervyn King
28. Ryan Joyce
29. Adrian Lewis
30. Kim Huybrechts
31. Mensur Suljović
32. Scott Mitchell